# Grimmia gebhardii
Grimmia gebhardii är en bladmossart som beskrevs av Sprengel 1807. Grimmia gebhardii ingår i släktet grimmior, och familjen Grimmiaceae. Inga underarter finns listade i Catalogue of Life.